# Vol(l)ume 14
Vol(l)ume 14 četrnaesti je studijski album njemačkog thrash metal sastava Tankard. Album je objavljen 17. prosinca 2010. godine, a objavila ga je diskografska kuća AFM Records.

## Popis pjesama
| 1.    | »Time Warp«                        | 6:01 |
| 2.    | »Rules for Fools«                  | 3:55 |
| 3.    | »Fat Snatchers (The Hippo Effect)« | 5:12 |
| 4.    | »Black Plague (BP)«                | 4:24 |
| 5.    | »Somewhere in Nowhere«             | 4:09 |
| 6.    | »The Agency«                       | 5:04 |
| 7.    | »Brain Piercing öf Death«          | 4:20 |
| 8.    | »Beck's in the City«               | 3:29 |
| 9.    | »Condemnation«                     | 6:23 |
| 10.   | »Weekend Warriors«                 | 7:25 |
| 50:22 |                                    |      |

## Zasluge
Tankard
- Andreas "Gerre" Geremia — vokali
- Frank Thorwarth — bas-gitara, prateći vokali
- Olaf Zissel — bubnjevi
- Andy Gutjahr — gitara

Dodatni glazbenici
- Michael Mainx — akustična gitara
- Harald Maul — prateći vokali
- Christoph "Kiki" Mayland — prateći vokali
- David Grosz — prateći vokali

Ostalo osoblje
- Michael Mainx — produciranje, miksanje
- Manfred Schwing — pomoćnik producenta
- Manfred Melchior — mastering
- Hiko — omot albuma
- Buffo Schnädelbach — fotografija